# Rule, Britannia!

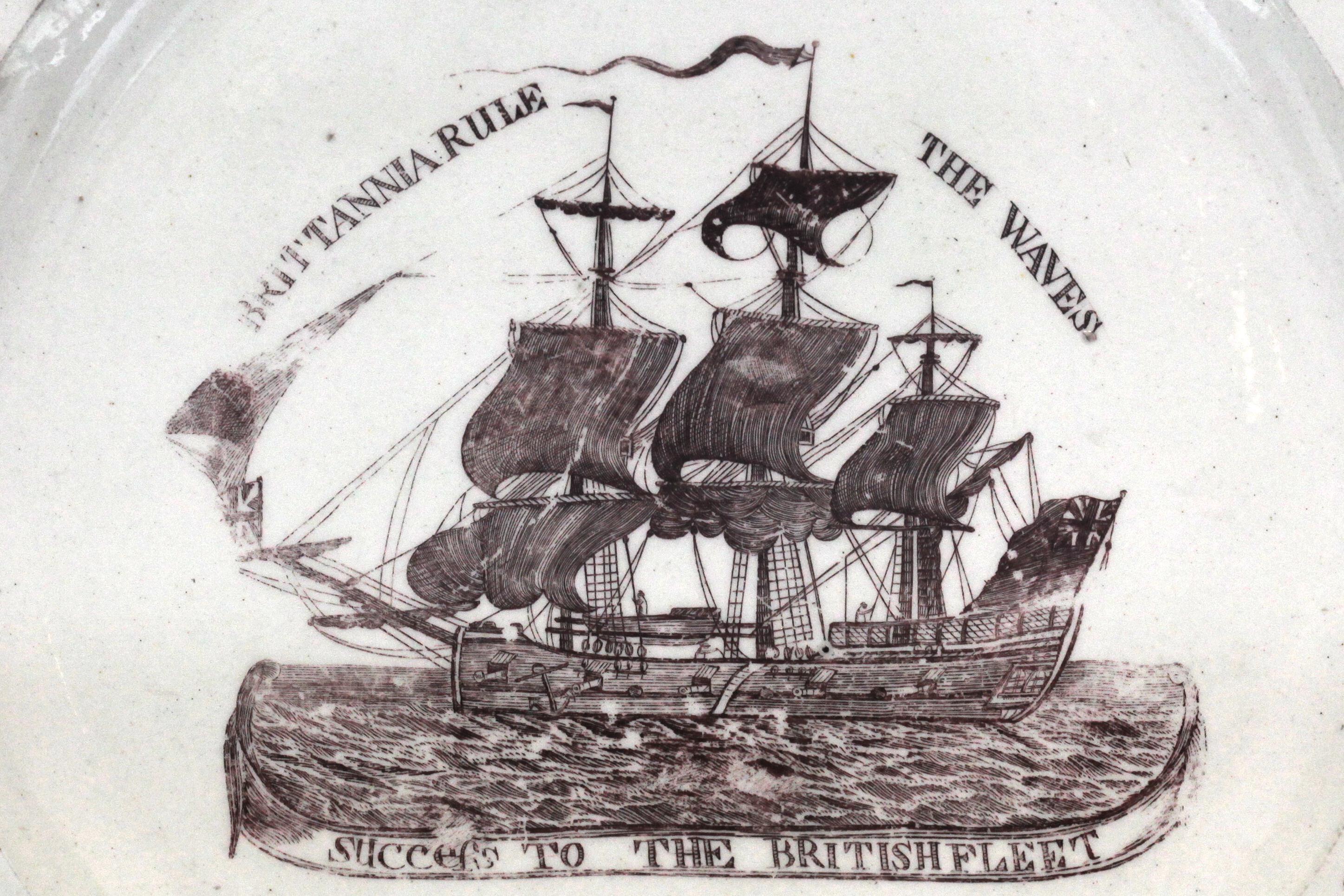
Prydnadstallrik från 1790-talet.

Rule, Britannia! är en brittisk patriotisk sång, ursprungligen ett poem av James Thomson (1700–1748), tonsatt 1740 av Thomas Arne (1710–1778)  till maskspelet Alfred. Detta framfördes i Cliveden House, Maidenhead den 1 augusti 1740 inför prinsen av Wales, för att fira minnet av Georg I:s trontillträde. Melodin blev så populär att den användes symboliskt i "Occasional oratorio" av Georg Friedrich Händel. Sången är översatt till svenska av C.V.A. Strandberg ("Dikter", 3:e uppl. 1854) och Carl Rupert Nyblom (i "Dikter från främmande länder", 1876). Beethoven skrev pianovariationer över melodin och lade också in den som tema i sin konsertouvertyr Wellingtons seger (1813). 
Den förknippas starkt med brittiska flottan, men har också använts av brittiska armén.
Britannia var romarnas namn på de brittiska öarna.

## Första strofen
When Britain first at Heav'n's command

Arose from out the azure main;

This was the charter of the land,

And guardian angels sang this strain;

Rule, Britannia! Britannia, rule the waves:

Britons never, never, never will be slaves.